# International Chemical Environment
Das International Chemical Environment (Akronym: ICE) ist ein vom Verband der Europäischen chemischen Industrie (CEFIC) in Brüssel koordiniertes Programm zur Sicherheit bei Chemietransporten zu Land und zu Wasser. In ihm werden europaweit alle nationalen Hilfeleistungssysteme bei Gefahrgutunfällen gebündelt.
In Deutschland und in Österreich werden die Hilfeleistungen über das TUIS (Transport-Unfall-Informations- und Hilfeleistungssystem) angeboten. Daneben gibt es das Programm auch in Frankreich, Großbritannien, Italien, der Schweiz, Finnland, Schweden, den Niederlanden, Belgien, Griechenland, Tschechien, Ungarn und in Polen.